# غيزا فيليسيتاس كراوزه
غيزا فيليتكاس كراوزه (من مواليد 3 أغسطس 1992) لاعبة رياضية أولمبية ألمانية متخصصة في سباق 3000 متر حواجز. حلت في المركز السابع في الألعاب الأولمبية الصيفية 2012 في لندن والخامس في أولمبياد ريو 2016. حصلت على ميدالية برونزية في عام 2015 في بطولات العالم لألعاب القوى في سباق 3000 متر حواجز. سجلت الرقم القياسي الألماني منذ عام 2016. كانت أعظم إنجازاتها هي لقب البطولة الأوروبية في عامي 2016 و 2018 بالإضافة إلى فوزها بالميدالية البرونزية في بطولة العالم عامي 2015 و 2019 .

## نشأتها
تخرجت غيزا فيليسيتاس كراوزه من المدرسة الثانوية في عام 2011، بدأت في دراسة إدارة الأعمال الدولية في جامعة أكاديس للعلوم التطبيقية في مدينة باد هومبورغ في أكتوبر 2012، بسبب عدم امكانيتها الجمع بينها الدراسة والرياضية، في عام 2013 أكملت تدريبها الأساسي رياضية، وبدأت التعلم عن بعد في علم نفس الأعمال ، وتخلت عنه لاحقًا.

## الإنجازات
| العام                  | المسابقة                                      | المكان                  | المركز                 | حدث                    | ملاحظة                                                                            |
| لاعبة ممثلة عن ألمانيا | لاعبة ممثلة عن ألمانيا                        | لاعبة ممثلة عن ألمانيا  | لاعبة ممثلة عن ألمانيا | لاعبة ممثلة عن ألمانيا | لاعبة ممثلة عن ألمانيا                                                            |
| ---------------------- | --------------------------------------------- | ----------------------- | ---------------------- | ---------------------- | --------------------------------------------------------------------------------- |
| 2009                   | بطولة العالم للشباب لألعاب القوى 2009         | بريكسن، إيطاليا         | 7th                    | 2000 متر موانع         | 6:39.85                                                                           |
| 2010                   | بطولة العالم للناشئين لألعاب القوى 2010       | مونكتون، كندا           | —                      | 1500 متر               | DNF                                                                               |
| 2010                   | بطولة العالم للناشئين لألعاب القوى 2010       | مونكتون، كندا           | 4th                    | 3000 متر موانع         | 9:47.78 NJR                                                                       |
| 2011                   | بطولة أوروبا لألعاب القوى للناشئين 2011       | تالين، إستونيا          | 1st                    | 3000 متر موانع         | 9:51.08, SB                                                                       |
| 2011                   | بطولة العالم لألعاب القوى 2011                | دايغو، كوريا الجنوبية   | 9th                    | 3000 متر موانع         | بطولة العالم لألعاب القوى 2011 – سيدات 3000 متر سباق الحواجز للخيول ‏, PB/EJR      |
| 2012                   | البطولات الألمانية                            | بوخوم، ألمانيا          | 4th                    | 1500 متر               | 4:11.94, SB                                                                       |
| 2012                   | بطولة أوروبا لألعاب القوى 2012                | هلسنكي، فنلندا          | 3rd                    | 3000 متر موانع         | بطولة أوروبا لألعاب القوى 2012 – سيدات 3000 متر حواجز خيول ‏                       |
| 2012                   | ألعاب القوى في الألعاب الأولمبية الصيفية 2012 | لندن، المملكة المتحدة   | 8th                    | 3000 متر موانع         | ألعاب القوى في الألعاب الأولمبية الصيفية 2012 – سيدات 3000 متر حواجز خيول ‏, PB    |
| 2013                   | بطولة أوروبا لألعاب القوى تحت 23 سنة 2013     | تامبيري، فنلندا         | 1st                    | 3000 متر موانع         | 9:38.91, CUR                                                                      |
| 2013                   | بطولة العالم لألعاب القوى 2013                | موسكو، روسيا            | 9th                    | 3000 متر موانع         | بطولة العالم لألعاب القوى 2013 – سيدات 3000 متر سباق الحواجز للخيول ‏, SB          |
| 2015                   | بطولة أوروبا لألعاب القوى داخل الصالات 2015   | براغ                    | 5th                    | 1500 متر               | بطولة أوروبا لألعاب القوى داخل الصالات 2015 – سيدات 1500 متر ‏                     |
| 2015                   | بطولة أوروبا لألعاب القوى داخل الصالات 2015   | براغ                    | 14th (h)               | 3000 متر               | بطولة أوروبا لألعاب القوى داخل الصالات 2015 – سيدات 3000 متر ‏                     |
| 2015                   | بطولة العالم لألعاب القوى 2015                | بكين                    | 3rd                    | 3000 متر موانع         | بطولة العالم لألعاب القوى 2015 – سيدات 3000 متر سباق الحواجز للخيول ‏              |
| 2016                   | بطولة أوروبا لألعاب القوى 2016 ‏               | أمستردام، هولندا        | 1st                    | 3000 متر موانع         | 9:18.87                                                                           |
| 2016                   | الألعاب الأولمبية الصيفية 2016                | ريو دي جانيرو، البرازيل | 6th                    | 3000 متر موانع         | ألعاب القوى في الألعاب الأولمبية الصيفية 2016 - سيدات 3000 متر حواجز خيول ‏, PB/NR |
| 2017                   | بطولة العالم لألعاب القوى 2017                | لندن                    | 9th                    | 3000 متر موانع         | بطولة العالم لألعاب القوى 2017 – سيدات 3000 متر سباق الحواجز للخيول ‏              |
| 2018                   | بطولة أوروبا لألعاب القوى 2018 ‏               | برلين، ألمانيا          | 1st                    | 3000 متر موانع         | 9:19.80                                                                           |

## الروابط الخارجية
- غيزا فيليسيتاس كراوزه على موقع الاتحاد الدولي لألعاب القوى (الإنجليزية)
- غيزا فيليسيتاس كراوزه على موقع الاتحاد الألماني لألعاب القوى (الألمانية)
- غيزا فيليسيتاس كراوزه على موقع الدوري الماسي (الإنجليزية)
- غيزا فيليسيتاس كراوزه على موقع اللجنة الأولمبية الدولية (الإنجليزية)
- غيزا فيليسيتاس كراوزه على موقع أوليمبيديا (الإنجليزية)
- غيزا فيليسيتاس كراوزه على موقع اللجنة الأولمبية الألمانية (الألمانية)

- نبذة عن غيزا فيليسيتاس كراوز  على موقع الاتحاد الدولي لألعاب القوى